# 김영구 (1941년)
김영구(金永求, 1941년 9월 12일 ~ )는 대한민국의 기업인, 정치인이다. 제16대 국회의원을 지냈다.

## 학력
- 원광대학교 명예경영학박사

## 경력
- 제16대 국회의원(비례대표)한나라당
- (사)전북애향운동본부 부총재
- (사)한국미래문학연구원 이사장
- (사)호남오페라단 이사장
- (사)전라북도교통질서실천운동본부 총재
- (사)한국청소년동아리전라북도연맹 총재
- (사)한국청소년전라북도연맹 총장
- (재)전북청소년단체육성재단 이사장

## 역대 선거 결과
|  | 24.4% |

|  | 39.0% |